# Take a Chance on Me
"Take a Chance on Me" este un cântec scris și produs de Björn Ulvaeus și Benny Andersson pentru al cincilea album de studio al grupului muzical ABBA, The Album. A fost al doilea single și s-a bucurat de succes critic, dar și comercial, atingând prima treaptă a clasamentelor din Austria, Belgia, Irlanda și Regatul Unit. A ocupat locul trei în Billboard Hot 100, fiind al doilea cel mai de succes cântec al grupului acolo, după "Dancing Queen".